# Johann Christoph Bach I
Johann Christoph Bach (Arnstadt, 1642. december 8. – Eisenach, 1703. március 31.), német zeneszerző, Heinrich Bach fia volt.
Eisenach kastélyának orgonistájaként hírnévre tett szert, bár komoly pénzügyi gondokkal küszködött. A Johann Sebastian Bach előtti generációban ő számított a család legnevesebb tagjának.